# Eskimo Lakes
Eskimo Lakes är sjöar i Kanada.   De ligger i territoriet Northwest Territories, i den nordvästra delen av landet, 4 100 km nordväst om huvudstaden Ottawa. Eskimo Lakes ligger 1 meter över havet.
Trakten runt Eskimo Lakes är nära nog obefolkad, med mindre än två invånare per kvadratkilometer.